# Nesciothemis farinosum
Nesciothemis farinosum is een libellensoort uit de familie van de korenbouten (Libellulidae), onderorde echte libellen (Anisoptera).
De wetenschappelijke naam Nesciothemis farinosum is voor het eerst geldig gepubliceerd in 1898 door Förster.